# Ambrock

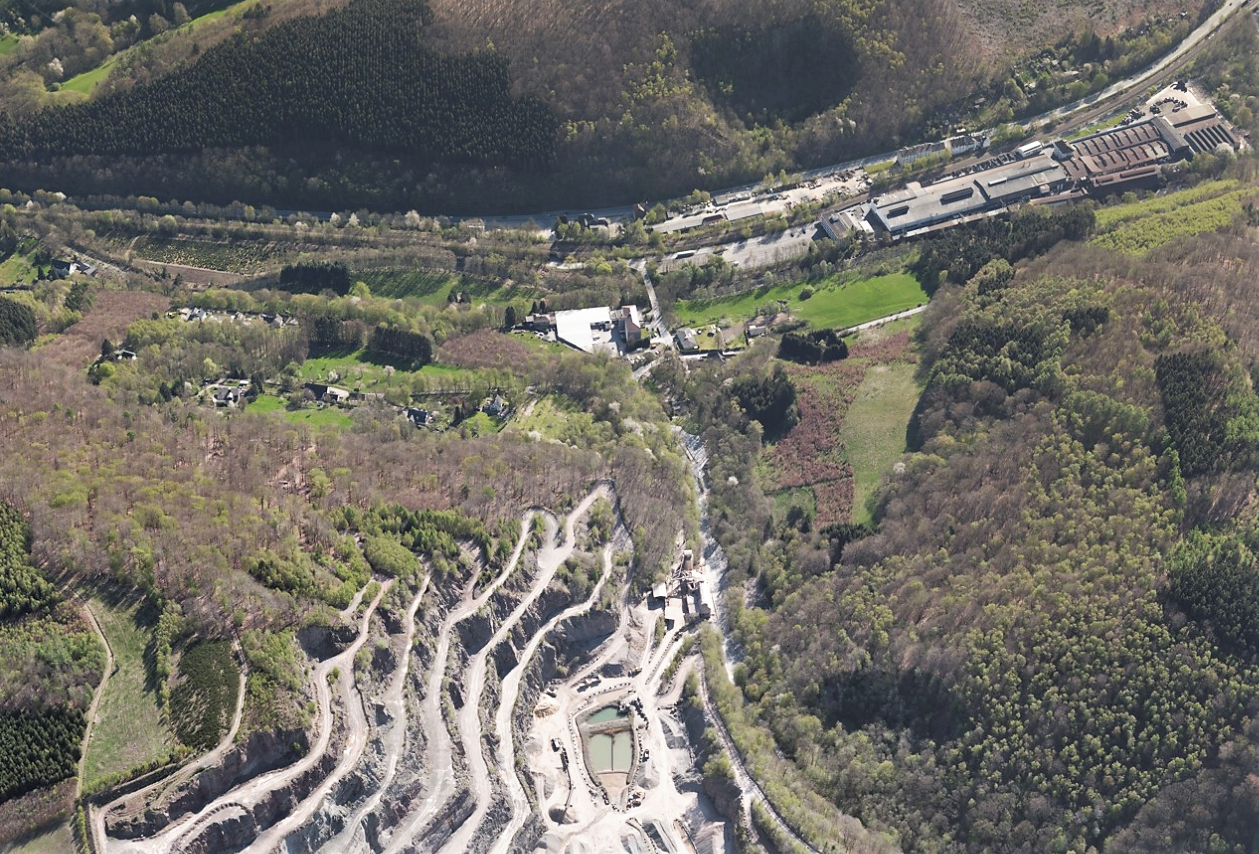
Luftbild von Ambrock im Volmetal

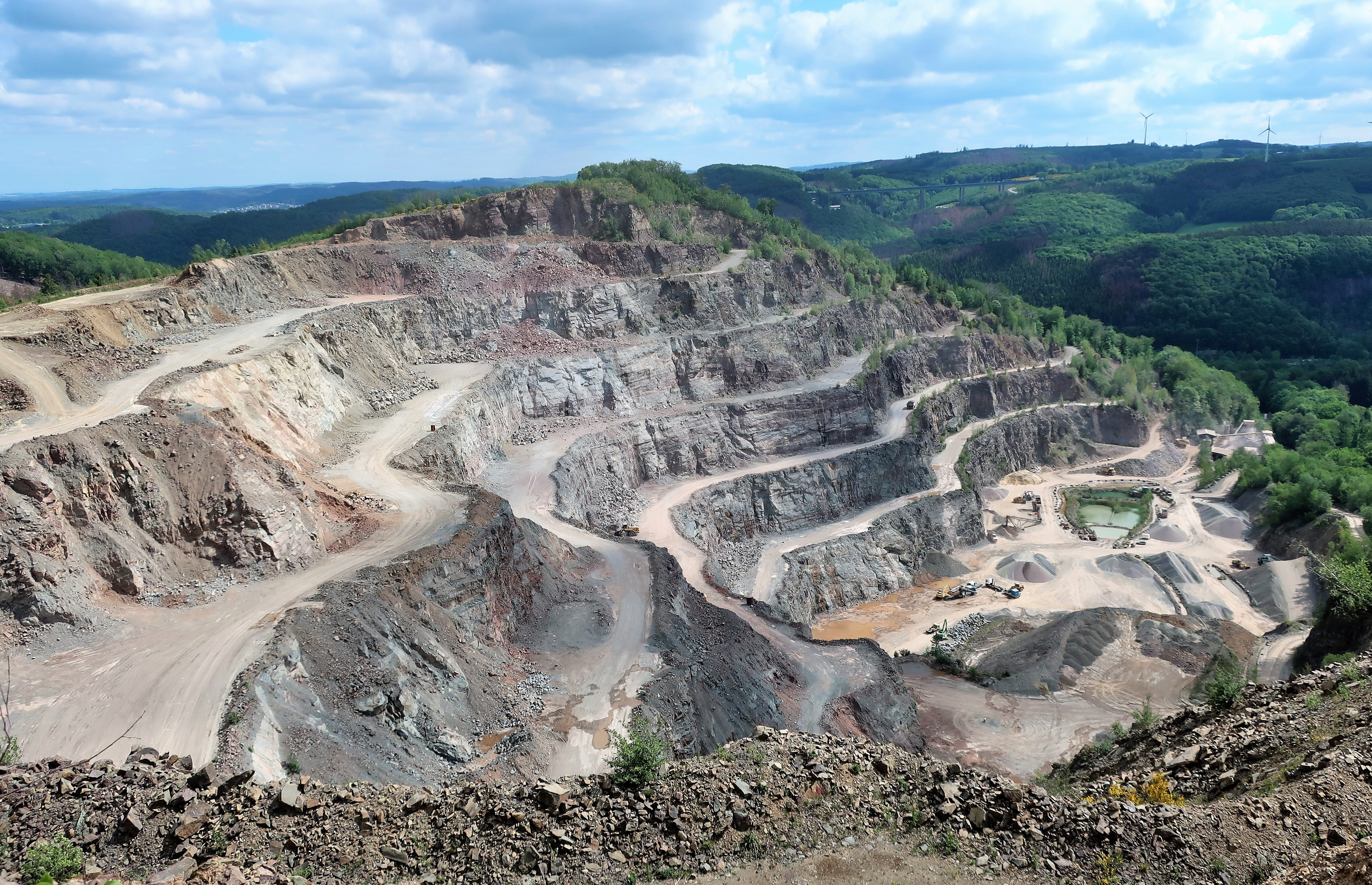
Blick auf den Steinbruch Ambrock

Ambrock ist ein Ortsteil im Stadtbezirk Eilpe/Dahl der kreisfreien Großstadt Hagen in Nordrhein-Westfalen.

## Geografie
Ambrock liegt im Volmetal südlich vom Stadtteil Delstern und nördlich vom Stadtteil Dahl. In Ambrock mündet der Hamperbach in die Volme. Durch den Ort führt die Bahnstrecke Hagen–Dieringhausen und die Bundesstraße 54. Umgeben im Osten von dem Landschaftsschutzgebiet Asmecker Bachtal mit einem geschützten ehemaligen Steinbruch, und im Westen von dem Landschaftsschutzgebiet Eilper Berg/Langenberg mit dem Steinbruch Ambrock. Höchste Erhebungen sind im Westen der Langenberg (355 m) und der Ambrocker Berg (332 m). Am südlichen Ortsrand in unmittelbarer Nähe vom Ribberthof befinden sich auf dem Minnerberg die Reste einer frühzeitlichen Wallanlage, der Wallburg Ambrock, die als Kulturdenkmal ausgewiesen ist.

## Geschichte
Das Gut Ambrock gilt als einer der ältesten Wohnplätze Hagens und existierte schon im 11. Jahrhundert. Der Erzbischof von Köln übereignete es 1096 der Abtei Siegburg, die noch im 15. Jahrhundert über das Gut verfügte. Am 31. Mai 1443 wurde Gerwin zo dem Ambroche mit den Höfen und Gütern zu dem Ambroche ind to Wernynchusen (Werninghausen) belehnt, gelegen im Kirchspiel Dahl oberhalb Hagen bei Breckerfeld. Jährlich auf Martini (11. November) mussten Gerwin oder seine Erben 11 Schillinge in solcher Münze zahlen, wie sie zu Dahl in Geltung war, und 6 Pfund Wachs. Am 23. Oktober 1480 wurde Mertyn zo dem Ambroiche mit denselben Gütern belehnt, ebenso im Jahre 1506 Peier, Mertins son zom Ambroich. Weitere Belehnungen sind nicht bekannt. Vielleicht hat das Verhältnis der beiden Höfe zur Abtei Siegburg in der Reformationszeit aufgehört. Der Ortsname kann mit „am Bruch“ umschrieben werden.
Ambrock gehörte ehemals in der Kuhweider Mark zur Bauerschaft Kalthausen und im Amt Wetter, Kirchspiel Dahl und Gericht Hagen zur Grafschaft Mark. Im Schatzbuch der Grafschaft Mark von 1486 werden in der Kalthusen Burschop 10 steuerpflichtige Hofbesitzer mit einer Abgabe zwischen 1 Goldgulden und 8 Gg genannt. Darunter Mertyn to Moenbroke (Ambrock) mit 6 Goldgulden. Laut Schatzzettel von 1631 hatte Jost zum Ambroch 3 Taler Steuern zu zahlen. Im Jahr 1705 gab Ambrock für 21 Morgen, 3 Karren Heu, 32 Rtl. an die Rentei Wetter. Im Liegenschaftsbuch der ehemaligen Gemeinde Dahl von 1827 wurden in Ambrock nur die beiden Johann Christian Benscheidt und Peter Caspar Benninghaus (Vormund: Peter Kükelhaus) als Grundstückseigentümer genannt.

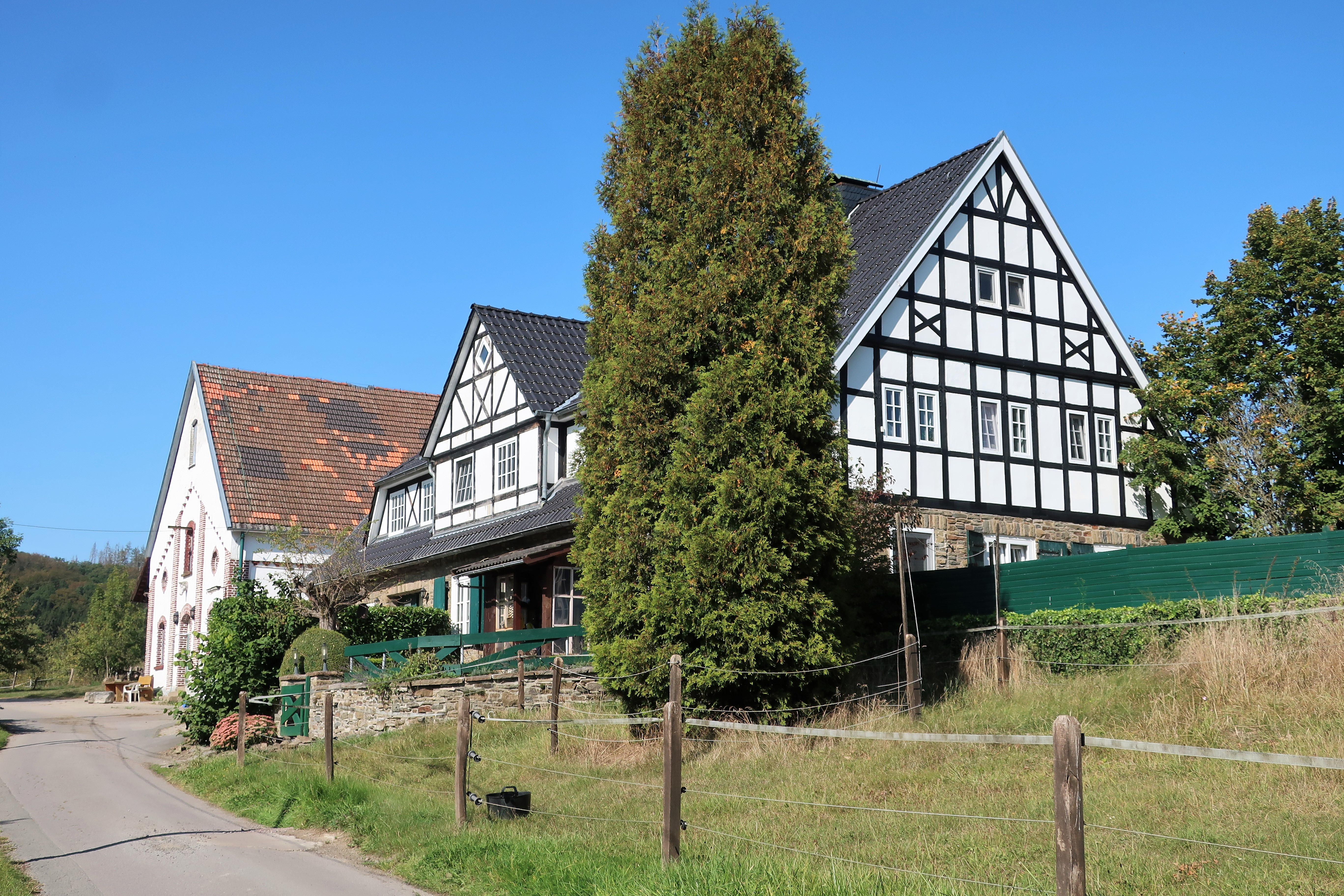
Ribberthof in Hagen-Ambrock

Der früher wohlhabende Hof Ambrock bestand aus massiven Gebäuden, innen mit geschnitzten Holzvertäfelungen. Eine Familie Ambrock hat noch im 18. Jahrhundert hier gewohnt. Ein turmartiges Haus mit stark vergitterten Fenstern, der Spiker (Kornspeicher) brannte im Jahre 1859 nieder. Daraufhin verwahrloste der Hof immer mehr. Um 1900 wurde Gut Ambrock, zur Errichtung einer Volksheilstätte auf dem Gelände, für 90.000 Mark an den Märkischen Volksheilstätten-Verband verkauft. Die Errichtung der Gebäude, der Ausbau der Wege, die Brücke über die Volme und die Instandsetzung des Waldes betrugen 600.000 Mark. Im Jahre 1902 wurde mit dem Bau begonnen. Das stattliche Anstaltsgebäude, im Schweizer Heilstättenstil erbaut, wurde nach 18-monatiger Bauzeit am 22. Oktober 1903 eingeweiht. Erst mit einer Bettenzahl von 100, ab 1904 auf 230 erhöht. Nach finanziellen Problemen des Verbandes, erwarb 1917 die Landesversicherungsanstalt Westfalen die Heilstätte.
Die Gutswirtschaft, die von der Heilanstalt völlig getrennt ist und nur Äcker und Weiden umfasst, hat den Namen „Ribberthof“ erhalten. Diese Bezeichnung verdankt sie der hochherzigen Stiftung des Kommerzienrats Julius Ribbert in Holthausen bei Hohenlimburg, welcher zur Errichtung der Anstalt 100.000 Mark schenkte. Das Gut Ribberthof wurde verpachtet. Das 1758 errichtete Fachwerk-Wohnhaus wurde 1954/55 abgetragen und unter Verwendung des alten Fachwerkgiebels, des Baumaterials und von Teilen der Inneneinrichtung neu errichtet.

## Infrastruktur

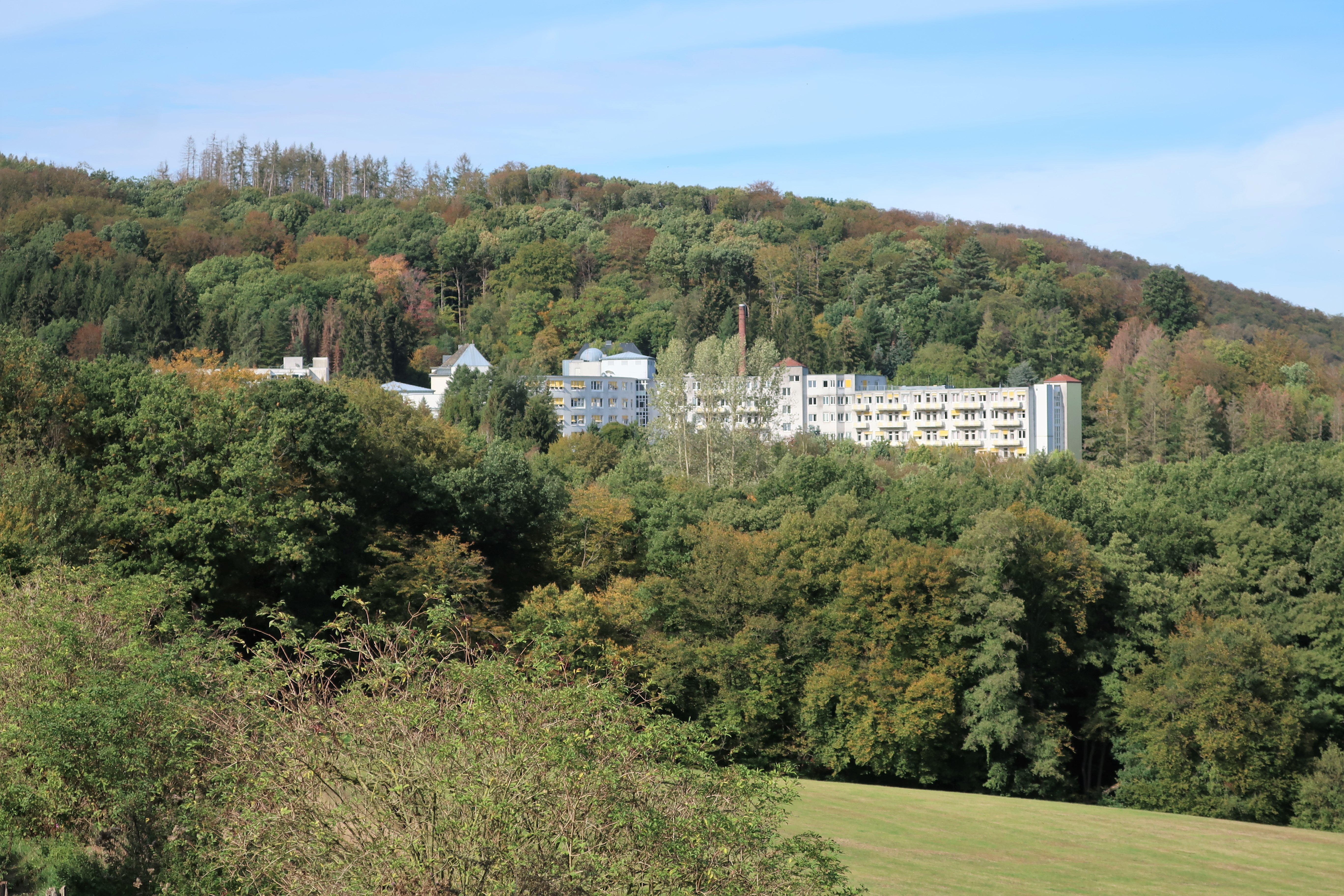
Blick auf die Reha-Klinik Ambrock

In der Tallage gibt es die Firma der Gesenkschmiede Schöneweiss & Co. GmbH (gegr. 1866) sowie Wohnhäuser und das Hotel-Restaurant „Haus Kehrenkamp“. Westlich befindet sich an einer Bergflanke der auch heute noch betriebene Steinbruch Ambrock, in dem Grauwacke abgebaut wird.
Auf der westlichen Höhenlage steht der Gebäudekomplex der Fachklinik Hagen-Ambrock, ein Akutkrankenhaus nebst Reha-Klinik mit Spezialisierung im Bereich Pneumologie und Neurologie. Sie wurde im Jahre 1903 ursprünglich als Lungenheilstätte für an Tuberkulose und Staublunge erkrankte Patienten gegründet und in späteren Jahren erweitert. Heute gehört sie zum Verbund der VAMED Kliniken. Südlich des weitläufigen Parkgeländes befindet sich der Ribberthof, ein landwirtschaftlich genutztes Anwesen mit einem zugehörigen Reiterhof.
Die Volmetalbahn wurde 1874 eröffnet und Ambrock bekam um 1900 einen Haltepunkt an der Bahnstrecke, bis die Station im Jahr 1965 wieder aufgehoben wurde. Eine Straßenbahnlinie der Hagener Straßenbahn mit Endhaltestelle in Ambrock bestand von März 1925 bis zu ihrer Einstellung im Juli 1956.
Ein Baudenkmal ist das zweigeschossige Bruchsteinbauernhaus Hampe mit Längsdeele und Segmentbogentor aus der Zeit um 1750.